# Cygnus Solutions
Cygnus Solutions, изначально Cygnus Support — коммерческая компания, была основана в 1989 году Джоном Гилмором, Майклом Тименном и Дэвидом Хенкель-Уоллесом (D V Henkel-Wallace) для коммерческой поддержки свободного программного обеспечения. Её девиз был: Сделаем свободное ПО доступным. Cygnus — рекурсивный акроним «Cygnus, Your GNU Support».
Годами служащие Cygnus Solutions поддерживали некоторые ключевые GNU-программы, среди которых GNU Debugger и GNU Binutils (который включает GNU Assembler и Linker). Она также была важным членом проекта GCC. Cygnus разработала BFD и использовала его для помощи в портировании GNU на многие архитектуры.
15 ноября 1999 года Cygnus Solutions объявила о слиянии с Red Hat и прекратила своё существование как отдельная компания в начале 2000 года. По состоянию на 2007 год, множество служащих Cygnus продолжали работать в Red Hat, включая Тименна, который служит вице-президентом по направлению Open Source.